# Philipswijk

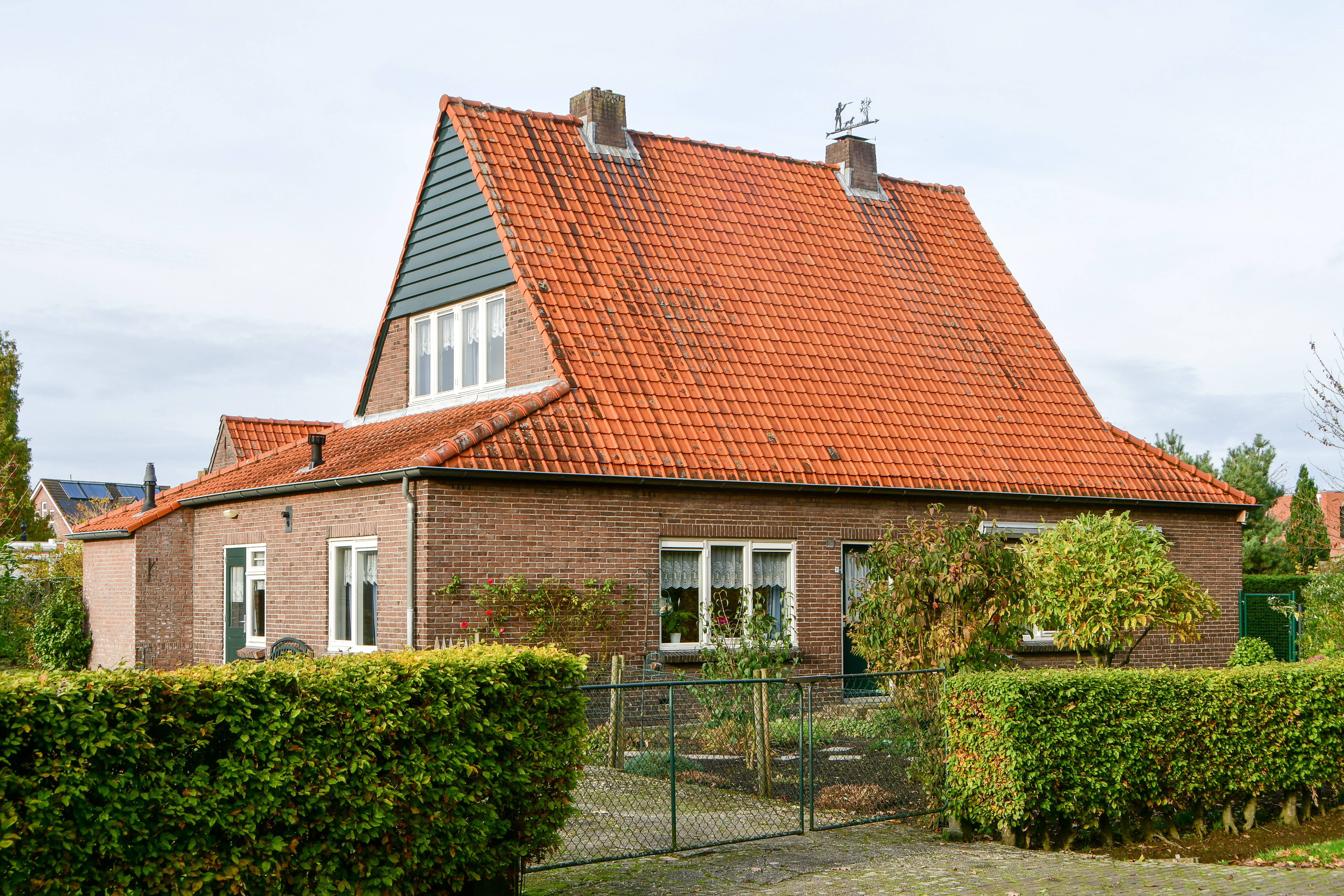
Eindhoven, Philipswijk 21-22

Philipswijk is een straat in Eindhoven die als hofje gebouwd werd in 1928 op de Esperheide en in 2020 behoort tot de Eindhovense wijken De Tempel en Blixembosch.
Oorspronkelijk wilde Anton Philips in Eindhoven kleine boerderijtjes neerzetten voor Rooms-Katholieke agrarische gezinnen uit geheel Nederland, waarvan de kinderen dan bij Philips zouden kunnen werken, terwijl de ouders hun oorspronkelijk bedrijf konden voortzetten. De gemeente Eindhoven wilde echter slechts kleinere perceelsgrootten toestaan. Dit was de reden dat het wijkje op de huidige plaats werd gebouwd, die toentertijd behoorde tot de gemeente Son en Breugel.
Zo is het hofje tot stand gekomen waarlangs 36 twee-onder-een-kap woningen werden gebouwd. Deze kregen een halve hectare grond per woning. Het wijkje ligt 5 km verwijderd van de Philips-fabrieken.
Later is de Philipswijk bij de gemeente Eindhoven gevoegd, en de inwoners, voor zover ze katholiek waren, werden in 1945 ingedeeld bij de parochie Vlokhoven.

## Aanleg van woonwijken
Toen echter eind jaren 70 van de 20e eeuw de wijk De Tempel werd gebouwd, werd het gebied in twee gedeeld en kwam de Tempellaan in lengterichting door het gebied te lopen. De noordelijke helft van het hofje werd gespaard.
Eind jaren 80 van de 20e eeuw werd, ten gevolge van de aanleg van de wijk Blixembosch, deelgebied Blixembosch II of Sprookjesbos, ook het gebied ten noorden van Philipswijk volgebouwd, maar de nog bestaande huizen bleven nu gespaard. Het wijkje is geklasseerd als gemeentelijk monument.